# Fuente de las Tres Gitanillas
La Fuente de las Tres Gitanillas  es un monumento de estilo regionalista que ocupa el lugar central de la plaza del Poeta Manuel Alcántara en la ciudad española de Málaga. Fue diseñada en 1959 y su construcción finalizó en 1960.

## Historia
Tallada en piedra procedente de El Torcal de Antequera, fue diseñada por Morilla y Ortega en 1959 y tallada por Adrián Risueño Gallardo en 1960. La fuente imita la estructura de la Fuente de las Tres Gracias y consta de tres cuerpos y dos tazas en los que destacan las tres figuras femeninas de inspiración folklórica andaluza, con abanicos y trajes de volantes.

## Traslado y ubicación
Esta fuente se encontraba en la Plaza de la Constitución hasta 2002, cuando con la restauración de la plaza se decidió, debido a sus grandes proporciones, reubicarla en la plaza del Poeta Manuel Alcántara, en la Avenida de Andalucía del distrito Centro, en el barrio del Polígono Alameda. Dicha plaza constituye un importante eje donde confluyen la Avenida de Andalucía, la Calle Armengual de la Mota y Callejones del Perchel. En las cercanías de esta plaza se encuentra la sede de Correos y Telégrafos, el edificio de El Corte Inglés, la sede de Unicaja, el edificio de la Agencia Tributaria, la estación de Málaga-Centro-Alameda de Cercanías Málaga y la Estación de Guadalmedina del Metro de Málaga.
Debido al retraso y los numerosos problemas en las obras del Metro de Málaga la fuente permaneció oculta casi una década en almacenes municipales.